# Sabrina La Princess
Sabrina La Princess es una cantante de urban pop y bailarina guatemalteca.

## Biografía
Es la menor de 4 hijos, con un papá cantante, una abuela mexicana y una familia bohemia y aficionada a dos cosas: la música y los deportes.
Sabrina La Princess nació en Guatemala, su familia se traslada a Miami, Florida e inicia su formación académica y artística. Regresa a Guatemala a los 9 años y vive una etapa complicada de adaptación y cambios. A los 16 años viaja a México y se presenta en los estudios de Televisa para una audición. Meses después se pone en contacto con el  productor Rodolfo Castillo y decide trasladarse de nuevo a Miami, Florida. Para financiar sus primeras grabaciones, acepta un trabajo como staff de servicios en una productora. Daba agua y toallas a artistas que estaban presentándose en ese lugar. Esta situación es aprovechada para hacerse de contactos y buenas relaciones.
Luego de conseguir el financiamiento, graba sus primeros temas,  «Acaramelado» y «Mi corazón insiste» gustan al público y le sirven como una plataforma de exposición. Se presenta en escenarios de Guatemala y Centroamérica  abriendo conciertos para Juan Luis Guerra y  Ricardo Montaner. Durante ese tiempo sigue tocando puertas y asistiendo a audiciones de distintas disqueras de México y Estados Unidos.
A finales de 2003 se muda a Boston, Massachusetts y  A través de sus amigos personales y también productores, Adrián Pose y Eddy Fernández agendó una cita con Rudy Pérez, quien aceptó producir su primer disco. Actualmente radicada en Miami, Florida. Estados Unidos. Lanzó su carrera internacional en 2004 con la canción «Cuidado Amor», producida por Rudy Pérez. Su primer disco “Sabrina” fue estrenado ese mismo año.  Su segundo álbum de estudio fue publicado en 2007, con el título “Sabrina la Princess”, producido por Luny Tunes, Sam Fish y Gocho. En 2020 regresa a los escenarios con la canción «Toma y Dame», misma que fue el sencillo de la campaña "Pégate al ritmo" de Pepsi en la que también participaron Lali, Camilo y Mau & Ricky.

## Carrera musical
En 2004 lanza su primer disco pop independiente titulado “Sabrina” en el que publica temas como «Cuidado amor», «Págame Lo Que Me Debes» y «Bésame», que tuvo una acogida aceptable por parte del público y la crítica.
Tres años después, en 2007, se pone en contacto con los productores dominicanos Francisco Saldaña y Víctor Cabrera, mejor conocidos como Luny Tunes, así como con Sam Fish y Gocho para producir su segundo álbum “Sabrina La Princess”. Este material marcaría su transición hacia el urban pop. En esa época era poco usual esta fusión musical y el papel de las mujeres era mínimo dentro del género urbano. De este material discográfico surgen temas como «Sin Ti», «Cuidado Amor Remix» y «Con Cuál De Los Dos» en colaboración con el dueto Khriz y Ángel.
Este material obtuvo un mejor desempeño, posicionando sencillos en el top 100 de la lista Hot Latin Songs de Billboard. Producto de ello fue invitada a cantar en la eliminatoria mundialista de futbol, a la gala de entrega de premios «Furia» en el Auditorio Nacional de México, premios Fox Sports de 2005, Grammy Street Parties y en los Play Off de la Serie Mundial de Baseball. Sabrina La Princess fue la primera artista latina en ser invitada a cantar “The Star Spangeld Banner” (Himno Nacional de Estados Unidos) en el halftime show de la final de futbol soccer de la MLS.

## Pausa en su carrera
A principios de 2009 fue diagnosticada de un trastorno alimenticio y múltiples problemas de salud derivados. Se unió a un programa rehabilitación por anorexia y bulimia y al salir decide hacer una pausa en su carrera. Regresa a Guatemala y contrae matrimonio. Meses después se presenta a emergencias por ceguera repentina en el ojo derecho, fue trasladada al Bascom Palmer en Miami, Florida. Posteriormente surge la sospecha de cáncer y esclerosis múltiple por lo que es sometida a diversos estudios y pruebas diagnósticas. Durante dos años fue tratada con una fuerte carga de esteroides y quimioterapia para estabilizar su sistema. Como resultado de este tratamiento subió más de 230 libras de peso. Quedó embarazada y tuvo a su única hija.

## Regreso a los escenarios
Durante la cuarentena de 2020 reactiva sus redes sociales para registrar su proceso de pérdida de peso y comparte contenido de vida saludable, ejercicio, baile y motivación. Su base de seguidores aumenta y llama la atención del productor y cantante colombiano, radicado en Miami, DLL quien la contacta y le propone el proyecto de la canción «Toma y Dame».
Dos días después envía grabaciones con su voz y de inmediato se produce el tema en Estados Unidos. El sencillo es lanzado unos meses después e ingresa top 10 de Telehit durante varias semanas consecutivas. Supera el millón de visitas en Youtube y forma parte de la campaña del programa “Pégate al ritmo” de compañía Pepsi, alternando con artistas como Mau & Ricky, Lali y Camilo.
En 2021 estrena la canción «Más y Más» junto con un videoclip grabado en ciudad de Guatemala. Dicha canción fue patrocinada por la marca Porsche.

## Proyectos futuros
En 2022 se lanza su tercer disco “ONCE”, producido por Víctor el Nasi y Elliot El Mago de Oz. Así como un documental biográfico titulado “Desde Mi Alma”, en el que se tocan temas como Bullying, Anorexia, Bulimia, Obesidad y Discapacidad Visual. Un show para televisión así como una gira, también están en fase de producción.